# Coryphellina exoptata
Coryphellina exoptata (Gosliner & Willan, 1991) è un mollusco nudibranco della famiglia Flabellinidae.

## Descrizione
Corpo di colore viola, rinofori arancio finemente papillati, cerata dello stesso colore del corpo, fatta eccezione per la parte terminale bianco-gialla. Lunghezza fino a 3 centimetri. Dal corpo del mollusco si estrae un colorante naturale utilizzato dalle popolazioni dell'Oceano Indiano.

## Biologia
Si nutre principalmente di idrozoi Halocordylidae e Eudendriidae, di cui immagazzina i nematocisti nella parte terminale dei cerata.

## Distribuzione e habitat
Indo-Pacifico occidentale.